# Riget
 For alternative betydninger, se Riget (flertydig). (Se også artikler, som begynder med Riget)
Riget er en dansk-produceret overnaturlig gyser-tv-serie i 13 dele af Lars von Trier. De første fire dele blev vist på DR1 fra 24. november til 15. december 1994 og de næste fire, under titlen Riget II, fra 10. oktober til 31. oktober 1997 og de sidste fem under titlen Riget Exodus i 2022 på Viaplay (på Danmarks Radio i 2023).
Riget har vundet adskillige priser, herunder seks Bodilpriser og seks Robertpriser.

## Handling
Hver episode af Riget og Riget II begynder med den samme prolog. I prologen beskriver en fortællerstemme, hvordan Rigshospitalet i København i sin tid blev bygget oven på de gamle blegedamme, hvor blegemændene i sin tid stod i tågen og blegede deres lagner i mosevandet. Derefter bliver det fortalt, at man med hospitalets opførelse i sin tid ville gøre op med overtroen ved hjælp af videnskaben. Prologen afsluttes med, at der bliver hentydet til, at der måske er ved at ske nogle mystiske ting på Rigshospitalet.Denne parodi på den klassiske læge- og hospitalsserie kan ses som en grotesk satire over hospitals- og sundhedsvæsnets inkompetence og uduelighed. Dog er ikke alle karaktererne usympatiske.
Historien i Riget begynder med, at den frivilligt nyindlagte spiritistiske patient Sigrid Drusse hører lyden af en pige, som græder i en af elevatorskakterne på Rigshospitalet. Da "fru Drusse" undersøger dette nærmere, opdager hun, at pigen døde for mange år siden (ca. 1912, før de nuværende bygninger blev bygget. Sigrid Drusse finder også ud af, at pigen blev myrdet af sin egen far, som gjorde det for at skjule hendes illegitimitet. For at stede ånden til hvile må Sigrid Drusse først finde pigens jordiske rester. Pigens krop viser sig i sidste ende at befinde sig i en krukke på kontoret hos hospitalets professor i patologi, professor Bondo.
I mellemtiden forsøger den svenske overlæge og neurokirurg Stig Helmer at dække over sit ansvar for en forkludret operation, der har efterladt en ung pige hjerneskadet og i en vedvarende vegetativ tilstand.
Imens forsøger patologen Bondo at overbevise familien til en døende mand med leverkræft om, at de bør donere mandens lever – som indeholder en sjælden type kræftsvulst – til hospitalets forskning, når manden er død. Da dette bliver afslået, og det viser sig, at patienten har underskrevet en organdonorformular, beslutter Bondo at transplantere den kræftfyldte lever midlertidigt ind i sin egen krop, således at leveren bliver hans, og han kan donere den til sin egen forskning.
I Riget II bliver reservelægen Judith gravid med et spøgelse, men insisterer trods dette at gennemføre graviditeten og føder et vanskabt og ikke levedygtigt "homunculus", der kan tale fra starten, ved nøddåb navngives med kongenavnet "Frederik" og i sin hospitalsseng på rekordtid vokser til kæmpestørrelse inden den sørgelige men forløsende død.
Blandt de mange historier, man følger sideløbende i tv-serien, kan nævnes historien om den unge medicinstuderende, der bliver tiltrukket af den smukke men kølige sygeplejerske, der står for søvnforskningslaboratoriet. Man følger også mysteriet om en spøgelsesambulance, der hver aften ankommer til Rigshospitalet og forsvinder ud i den blå luft. Desuden stifter man bekendtskab med en yngre læge, der kører et sort marked for medicinske forsyninger, samt den NPM-agtige operation morgenluft, anledet af den administrerende overlæge Moesgaard
I hver episode står to opvaskere med Downs syndrom i kælderen og diskuterer de mærkelige hændelser, der finder sted på Rigshospitalet. I tilbagevendende scener står den arrogante og uduelige svenske stjernekirurg Stig Helmer (der selvfølgelig ankommer fra Sverige i sin Volvo) efter mørkets frembrud på taget af Rigshospitalet og råber "Danskjävlar!" ud over København, idet han med sin medbragte fuglekikkert indfanger den oplyste silouet af atomkraftværket i Barsebäck i det fjerne, og med rullende svenk "r" stolt konkluderer "Sverige, huggen i granit!" (Barsebäck er forresten ligeså lidt som Rigshospitalet bygget på granitgrund). Men slutningen af Riget II skyller den nu panisk trængte og noget mindre kry Stig Helmer nogle kompromiterende papirer ud i et wc (set nede fra wc-kummens perspektiv). Riget II slutter således med et stort spørgsmålstegn.

## Riget III
Anden sæson af Riget sluttede med endnu flere ubesvarede spørgsmål end første sæson, og en tredje sæson var da også planlagt. Men på grund af Ernst-Hugo Järegårds (der spillede Stig Helmer) og Morten Rotne Leffers (der spillede den mandlige opvasker) dødsfald i 1998 og efterfølgende Kirsten Rolffes' (der spillede fru Drusse) dødsfald i 2000 blev indspilningen af en tredje sæson umuliggjort. Lars von Trier havde rent faktisk skrevet den tredje og sidste sæson, men produktionen blev aldrig påbegyndt af DR. Det opgivne manuskript blev sendt til producenterne af Stephen Kings Kingdom Hospital, men det er uklart, om de brugte manuskriptet eller ej.
I december 2020 annoncerede Zentropa, at Riget III var på vej. Serien, der kom til at hedde Riget Exodus, var både slutningen på den originale historie og en enkeltstående serie, som man kan se uden at have set de to forrige sæsoner. De medvirkende var en blanding af nye skuespillere samt skuespillere fra den originale serie. Serien blev produceret i fem afsnit af Zentropa, Nordic Entertainment og DR, og den havde premiere på Viaplay i 2022, inden den udkom på DRTV den 3. februar 2023 hvorefter seriens fem afsnit blev vist hver søndag i fem uger fra 5. februar 2023 til 5. marts 2023. Ved samme lejlighed blev de to første sæsoner restaureret i højopløsning. I maj 2021 blev det afsløret, at Ghita Nørby, Søren Pilmark og Peter Mygind ville vende tilbage til serien, og at Bodil Jørgensen og Nicolas Bro ville medvirke i serien, og i juni 2021 blev det afsløret at Lars Mikkelsen og Nikolaj Lie Kaas også ville medvirke i serien.
Alle tre sæsoner kan på nuværende tidspunkt ses på DRTV i højopløsning.

### Udenlandsk distribuering
Riget I og Riget II blev i 1990'erne og 2000'erne solgt til distribuering i flere lande, heriblandt England, Australien og Frankrig samt flere andre lande.
Den første sæson af Riget på fire afsnit blev vist med engelske undtertekster i Storbritannien på BBC Two fra 1.-9. april 1997, hvor titlen var blevet oversat til The Kingdom.
Den anden sæson af Riget på fire afsnit, Riget II, blev vist med engelske undertekster i Storbritannien på BBC Two fra 28. juli-1. september 2001, hvor titlen var blevet oversat til The Kingdom II.
I 2024 blev Riget føjet til den engelsksprogede internationale streamingtjeneste MUBI, hvor alle tre sæsoner af serien kan tilgås med engelske undertekster og i højopløseligt billedkvalitet. På MUBI har serien fået de samme oversatte engelske titler som Storbritanniens tekstede udgave fra 1990'erne, men første sæson har fået føjet et romerks tal "I" til enden af titlen, for at indikere, at det er første sæson. På MUBI har tredje sæson, Riget: Exodus, fået den engelske titel The Kingdom: Exodus.
I Frankrig blev de to første sæsoner af miniserien delt op i elleve dele i stedet for fire afsnit hver af de to sæsoner oprindeligt består af, og blev vist på den franske version af den tysk-franske tv-station Arte. På fransk var seriens titel L'Hôpital et ses fantômes, på dansk "Hospitalet og dets spøgelser." I Frankrig blev den tredje sæson sendt på Canal+ i april 2023, i fem afsnit som ved dens oprindelige danske udgivelse.
I Tyskland blev den første sæson af serien vist med tysk dub i 1995 og blev sendt i fem afsnit som ved den originale danske version, dog med enkelte ædringer, fra 11. marts 1995 til 8. april 1995 på den tyske version af Arte-kanalen. Der findes forskellige redigerede versioner af den tysksprogede version af første sæson, hvoraf den første tyske version var blevet omklippet, så de havde en varighed på 55 minutter, 15 minutter kortere end den danske originale version. Den første tyske udgave af første sæson var klippet om, så nogle scener var blevet arrangeret i anderledes rækkefølge eller erstattet af nye scener og nogle replikker var blevet forkortet, og denne version fik også en premiere i tyske biografer i 1996. Denne biografversion blev også vist på den tyske tv-kanal West 3 den den 6. og 8. april 1996. Den anden sæson blev delt i fire afsnit og dubbet til tysk og vist på den tyske version af Arte den 23. maj 1998. En tysk DVD-udgivelse i 2005 bestod af to dele af fire afsnit i stedet for elleve dele som den franske udgave af Arte-kanalen havde gjort, med i alt en længde på 580 minutter. Nogle af scenerne manglede dog tysk eftersynkronisering og disse blev præsenteret på det danske originalsprog med tyske undertekster. Derudover gik den originale lyd tabt for nogle dele i afsnit 8 af den tyske tv-version, og derfor kan nogle af scenerne i dette tyske dub høres med dansk tale. I 2007 udkom en revideret DVD med den lange version af første sæson med fuldendt tysk eftersykronisering, produceret af WDR, og i november og december 2014 viste den tyske version af Arte denne version. På tysk har serien fået titlen Hospital der Geister, "Spøgelsernes hospital", men kendes også blot under titlen Geister på tysk, og sæson 1 og sæson 2 omtales ofte som Geister I og Geister II' på tysk. Riget Exodus, under titlen Geister Exodus, udkom på tysk tale i tyske biografer den 31. oktober 2023. [kilde mangler]

## Medvirkende
| Ernst-Hugo Järegård                | Stig Helmer | Overlæge                     |           |                     |                |
| Kirsten Rolffes                    | Sigrid Drusse | Pensionist & spiritist       |           |                     |                |
| Holger Juul Hansen                 | Einar Moesgaard | Administrerende overlæge     |           |                     |                |
| Søren Pilmark                      | Jørgen "Krogen" Krogshøj | 1. reservelæge               |           |                     |                |
| Ghita Nørby                        | Rigmor Mortensen | Narkoselæge                  |           |                     |                |
| Jens Okking                        | Bulder Hardy Drusse, Sigrid Drusses søn                                                                                            | Portør                       |           |                     |                |
| Otto Brandenburg                   | Hansen | Portør                       |           |                     |                |
| Annevig Schelde Ebbe               | Mary Jensen | Spøgelse                     |           |                     |                |
| Baard Owe                          | Palle Bondo | Patolog                      |           |                     |                |
| Birgitte Raaberg                   | Judith Petersen | Reservelæge                  |           |                     |                |
| Peter Mygind                       | Mogens "Mogge" Moesgaard | Lægestuderende               |           |                     |                |
| Morten Rotne Leffers & Vita Jensen | Opvaskerne i kælderen | Opvaskere                    |           |                     |                |
| Solbjørg Højfeldt                  | Camilla | Sygeplejerske & søvnlaborant |           |                     |                |
| Udo Kier (stemme: Erik Wedersøe)   | Åge Krüger | Tdl. læge & dæmon            |           |                     |                |
| Henning Jensen                     | Direktør Bob | Hospitalsdirektør            |           |                     |                |
| Louise Fribo                       | Sanne Jeppesen | Lægestuderende               |           |                     |                |
| Udo Kier (stemme: Evald Krog)      | Lillebror/Storebror (Frederik) | Patient, Judiths søn         |           |                     |                |
| Erik Wedersøe                      | (Pigernes) Ole | Gestaltterapeut              |           |                     |                |
| Laura Christensen                  | Mona Jensen | Patient                      |           |                     |                |
| Ole Boisen                         | Christian | Lægestuderende               |           |                     |                |
| Lars von Trier (sig selv)          | Lars von Trier | Opsummerer                   |           |                     |                |
| Birthe Neumann                     | Fru Svendsen | Sekretær                     |           |                     |                |
| Nis Bank-Mikkelsen                 | Præst | Præst                        |           |                     |                |
| Bodil Jørgensen                    | Karen Svensson |                              |           |                     |                |
| Mikael Persbrandt                  | Stig Helmer Jr. |                              |           |                     |                |
| Nikolaj Lie Kaas                   | Filip Naver |                              |           |                     |                |
| Nicolas Bro                        | Balder "Bulder", Karen Svenssons hjælper                                                                                           |                              |           |                     |                |
| Tuva Novotny                       | Den svenske sygeplejerske Anna |                              |           |                     |                |
| Lars Mikkelsen                     | Overlæge Pontoppidan |                              |           |                     |                |
| Willem Dafoe                       | Beelzebub (i serien omtalt som Gran Duc, storhertug, en titel som dæmonen Beelzebub ifølge kristen teologi og dæmonologi besidder) |                              |           |                     |                |
| Lars von Trier                     | Satan |                              |           |                     |                |
| Jesper Sørensen                    | Lillemand |                              |           |                     |                |
| Jasmine Junker                     | BOB 2.0 | Jens Albinus                 | Dr. Parok | Alexander Skarsgard | Svensk advokat |
| Ida Engvall                        | Kalle |                              |           |                     |                |
| David Dencik                       | Bosse |                              |           |                     |                |

### Øvrige medvirkende
(den følgende liste er langt fra dækkende)
- Ulrik Cold, fortæller
- John Hahn-Petersen, Nivesen
- Helle Virkner, Fru Emma Mogensen
- Paul Hüttel, Doktor Steenbæk
- Klaus Pagh, stævningsmand
- Torben Zeller, krematoriebetjent
- Anders Hove, "Celebranten"
- Mette Munk Plum, Monas mor
- Thomas Bo Larsen, "Falcken"
- Julie Wieth, børnesygeplejerske
- Lars Lunøe, sundhedsminister
- Jens Jørn Spottag, Advokat Bisgaard
- Jannie Faurschou, ortopæd
- Solveig Sundborg, Frk. Krüger
- Søren Hauch-Fausbøll, sygehjælper
- Finn Nielsen, Madsen
- Vera Gebuhr, Gerda
- Dick Kaysø, chef for vagtcentralen
- Claus Nissen, Jensen
- Else Petersen, Gammel dame
- Gordon Kennedy, laborant
- Henrik Koefoed, scanningslæge
- Søren Lenander, ung mand
- Holger Perfort, Professor Ulrich
- Michael Moritzen, ørespecialist
- Tove Maës, Fru Zakariassen
- Kurt Ravn, Zakariassens søn
- Ingolf David, Døden
- Ali Hamann, hypnotisøren